# Anders Ohlsson

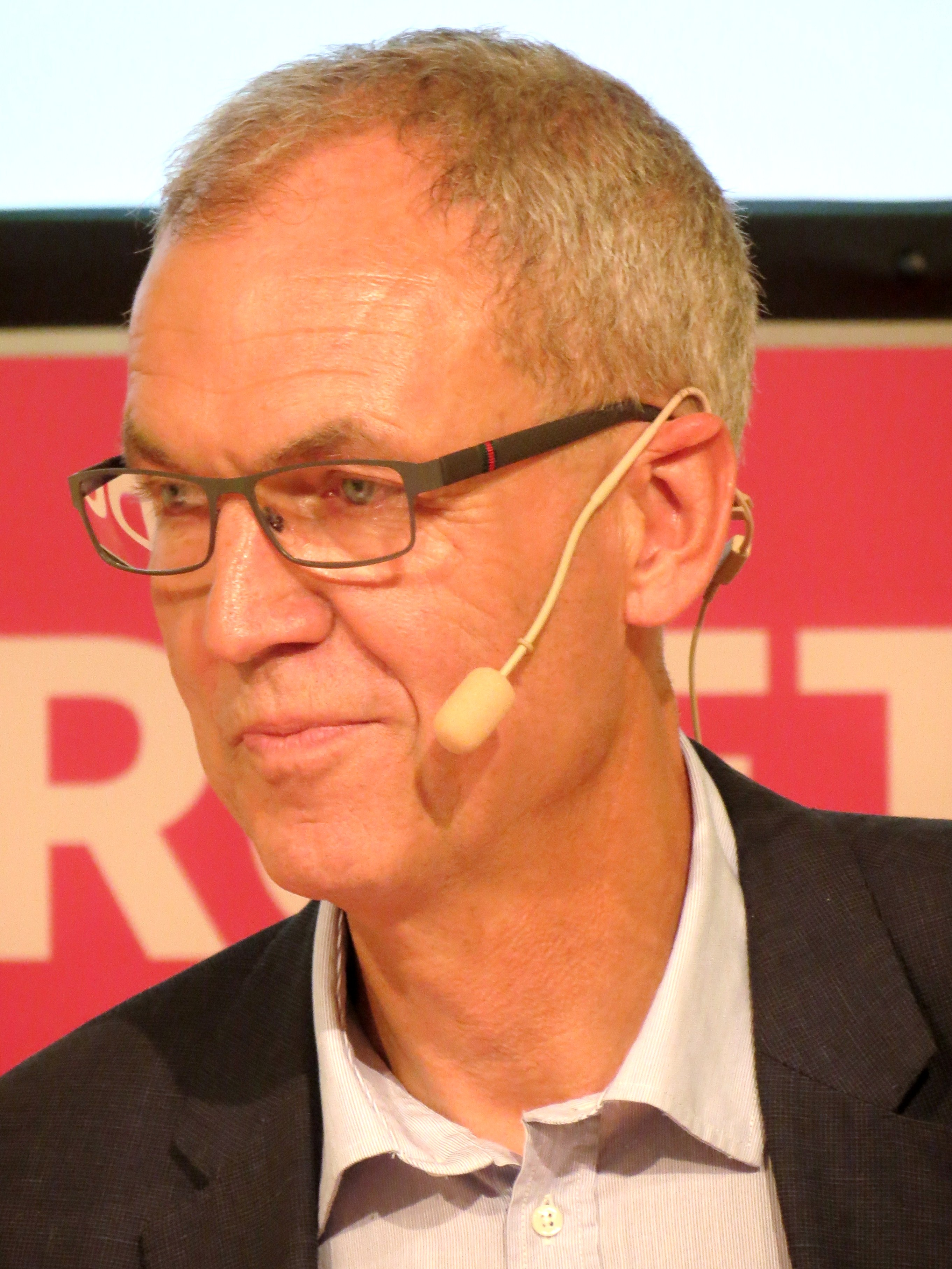
Anders Ohlsson på Bokmässan i Göteborg 2014.

Anders Ohlsson, född 11 februari 1956, är en svensk professor i litteraturvetenskap vid Lunds universitet. 
Ohlsson disputerade 1993 vid Lunds universitet på en doktorsavhandling om Per Gunnar Evanders författarskap.
Ohlsson har tillsammans med Torbjörn Forslid publicerat Fenomenet Björn Ranelid om författaren Björn Ranelid (2009) samt Författaren som kändis (2011).

## Utmärkelser, ledamotskap och priser
- Ledamot av Vetenskapssocieteten i Lund (LVSL, 1999)[3]